# Beato

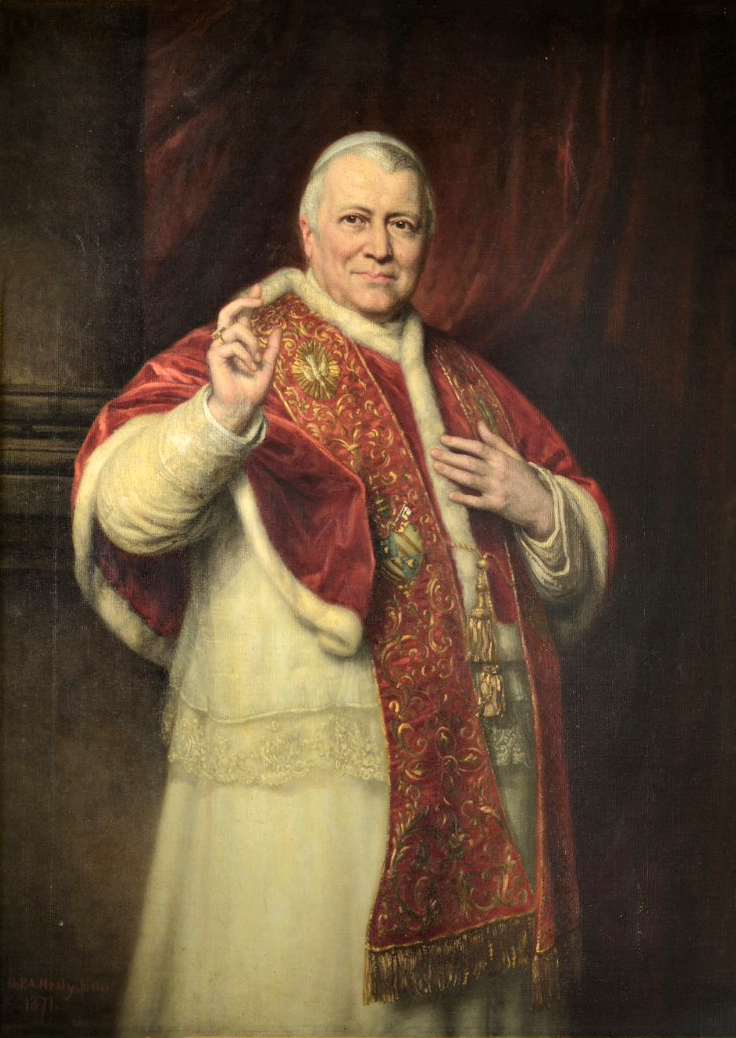
O bem-aventurado Pio IX (1871)

Um beato (do latim beatum, "feliz", "bem-aventurado") é, no direito canónico da Igreja Católica, um homem ou uma mulher cujo processo de beatificação foi concluído; depois, esse processo prosseguirá em direcção à canonização se verificarem as condições requeridas para o efeito; em caso afirmativo, o candidato será reconhecido como santo.
Quando alguém é beatificado, essa pessoa passa a ser um exemplo de virtudes (mais ou menos como um santo), seja por martírio ou por outros exemplos, e sua veneração passa a ser permitida, mas diferentemente dos santos, a veneração só é permitida em sua região de origem ou onde viveu. Os beatos não podem ser representados com o halo e os mesmos não podem ter igrejas próprias (a não ser que sejam-lhes concedidas especialmente) e também não podem ser padroeiros.
A organização responsável por analisar as virtudes, obras e milagres de potenciais beatos é a Congregação para as Causas dos Santos, que pertence à Santa Sé.